# Tête de pont de Sandomierz

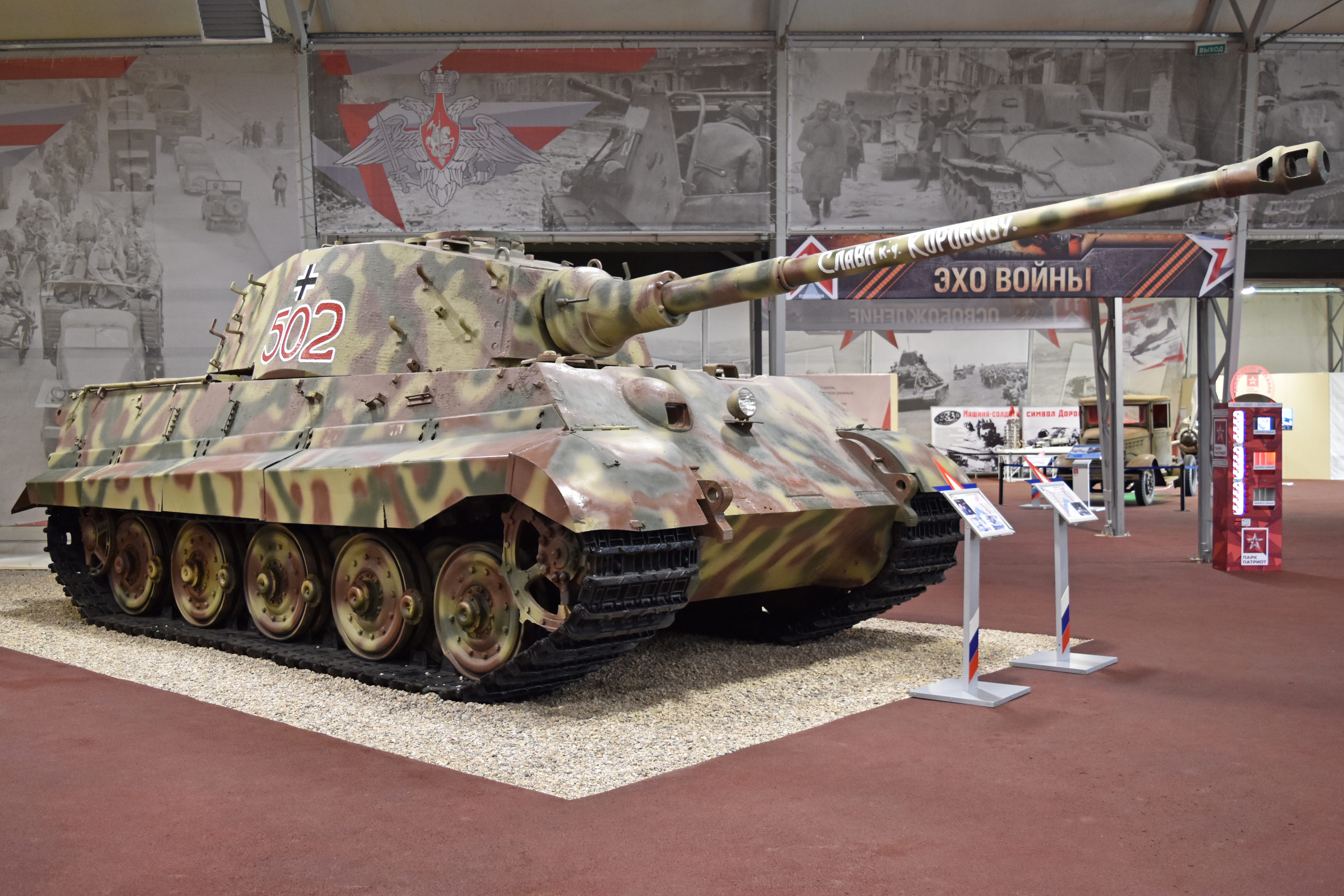
Tigre II capturé à Oględów exposé au musée des blindés de Koubinka.

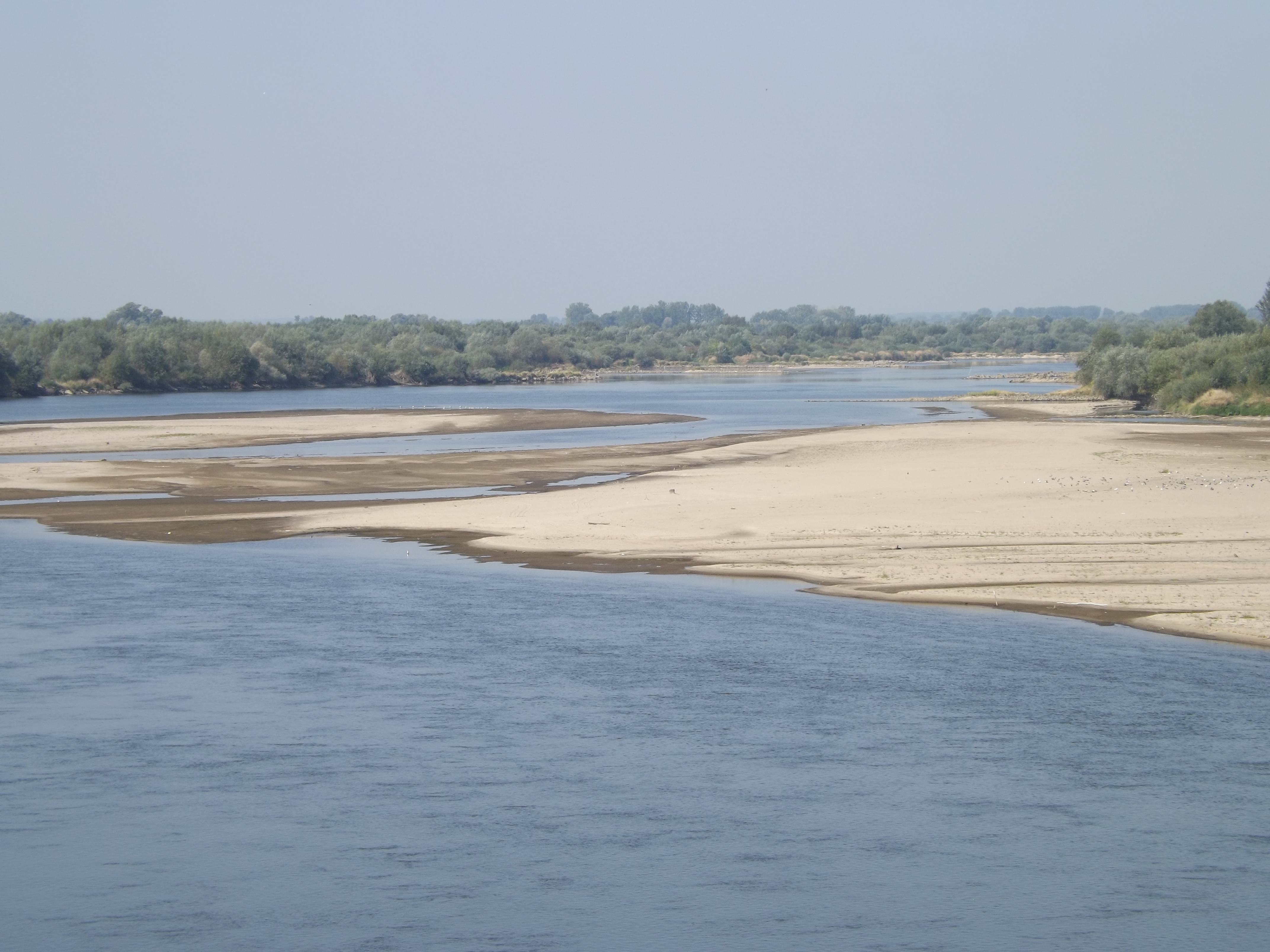
La Vistule dans le district de Nagnayów.

La tête de pont de Sandomierz, également connue sous le nom de tête de pont de Sandomierz-Baranów (polonais : przyczółek baranowsko-sandomierski, russe : Сандомирский плацдарм) était une poche de résistance créée par le 1er front ukrainien de l'Armée rouge fin juillet 1944 sur la rive gauche de la Vistule, en Pologne occupée par l'Allemagne. Située autour des villes de Sandomierz et Baranów, la zone couvrait environ 40 kilomètres sur 70.
La création de la tête de pont fut l'un des actes finaux de l'offensive Lvov-Sandomierz de l'Armée rouge. Dans la soirée du 29 juillet 1944, des éléments de la 350e division de fusiliers (en) dirigée par le général de division Grigori Vekhine atteignent la Vistule et la traversent près de Baranów. Le lendemain, une grande partie de la 13e armée s'insèrent dans la brèche, suivie par la 1re armée de chars de la Garde. À la fin de la journée, la tête de pont avait été étendue à une bande de terre de 12 kilomètres sur 8. Simultanément, des éléments de la 3e armée de la Garde créèrent une nouvelle tête de pont sur la Vistule, près d'Annopol, à environ 60 km en aval.
La Wehrmacht lance une contre-attaque massive le 1er août 1944 par un mouvement en tenaille depuis Mielec et Tarnobrzeg. Après plusieurs jours de violents combats, le 33e corps de fusiliers soviétique et le 9e corps mécanisé repoussent les forces allemandes et les chassent de Tarnobrzeg le 6 août.
Le 11 août, les Allemands lancent une nouvelle contre-attaque, cette fois depuis Szydłów dans le but de couper les unités soviétiques du fleuve. Cependant, l'offensive allemande s'arrête au bout de trois jours et, le 14 août, les Soviétiques lancent une poussée depuis la direction de Klimontów et d'une petite tête de pont près de Zawichost vers le nord. L'attaque soviétique atteint Sandomierz, mais est stoppée peu de temps après. À la fin du mois, les deux camps se neutralisent, incapables de lancer de nouveaux mouvements offensifs, et passent à la défensive. Le front se stabilise jusqu'au 7 janvier 1945, date à laquelle débute l'offensive Vistule-Oder.